# 다나카 마사토

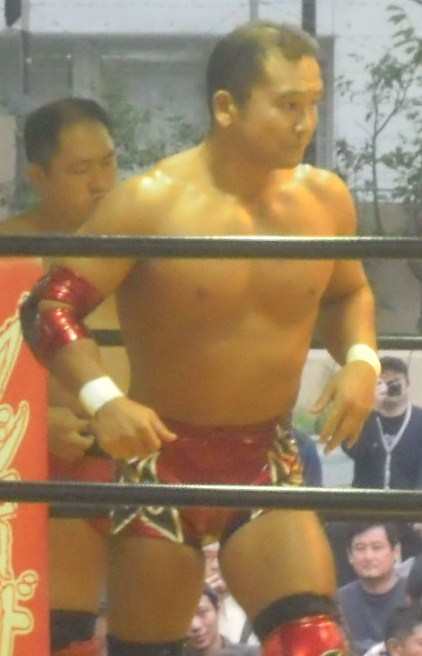
다나카 마사토

다나카 마사토(일본어: 田中 将斗 たなか まさと[*]/Masato Tanaka, 1974년 2월 28일 ~ )는 일본의 프로레슬링선수다. 키는 181cm(5 ft 11 in) 몸무게는 90kg(198 lb)이다. 1993년 프로레슬링 입문으로 밝혀진다. 피니쉬는 컴플릿 더스트(싯아웃 인버티드 사이드 슬램), 단간 밤(벨리 투 백 파워밤), 단간 엘보우/마사토 엘보우(스피닝 엘보우 스매쉬), 다이아몬드 더스트(다이빙 섬머솔트 커터), 슬라이딩 디(슬라이딩 포어암 스매쉬), 슈퍼 플라이(다이빙 프로그 스플래쉬), 런닝 인버티드 토네이도 디디티, 썬더 파이어 파워밤(원 숄더 파워밤)으로 사용을 한다.

## Professional wrestling highlights
- Finishing moves
  - Complete Dust (Sitout inverted side slam)
  - Dangan Bomb (Belly to back suplex powerbomb) - innovator
  - Dangan Elbow / Masato Elbow (Spinning elbow smash)
  - Diamond Dust (Diving somersault cutter) - innovator
  - Running inverted tornado DDT sometimes against a table or chair
  - Sliding D (Sliding forearm smash to the face of a sitting opponent) - innovated
  - Super Fly  (Diving frog splash)
  - Thunder Fire Powerbomb (One shoulder powerbomb) - adopted by Atsushi Onita
- Signature moves
  - Big boot
  - Brainbuster
  - Chair shot
  - Double underhook tornado DDT
  - Diamond Tornado Side slam (Fireman's carry side slam) - rarely used
  - Inverted death Valley driver
  - La Tapatia (Modified octopus hold)
  - Lariat
  - Multiple elbow variations
    - Dangan Elbow (Running)
    - Jumping
    - Sliding

  - Multiple suplex variations
    - Belly-to-back
    - Full nelson
    - Inverted sometimes from an elevated position
    - German
    - sleeper hold
    - Super

  - Niagara Driver (Sitout crucifix one shoulder powerbomb)
  - Shotgun Stunner (Vertical suplex stunner) - innovator
  - Simultaneous cutter and DDT to two opponents
  - Sitout vertical suplex powerslam
  - Spear on an opponent charging
  - Tanaka Blaster (Sitout powerbomb)

- Nickname
  - "Dangan"
  - "The Enforcer"
  - "The King of E-Style Wrestling"
  - "True Man of Summer"

- Entrance themes
  - "Dangan" by FMW Productions (FMW/ECW/Zero1/NJPW; 1996-present)
  - "TNT" dy AC/DC (ECW; 1998)
  - "Holy Man" by One Minute Silence (ECW; 2000)
  - "The Lumberjack" deo Jackyl (ECW; 1997)
  - "Oriental Moods" by Jim Johnston (WWE; 2005-2006)
  - "Dirty Harry" (Gorges of Chinese New Year remix) by Gorillaz (Various federations, 2007-2008)

## 수상
- 월드 바쿠하-오 챔피언 (1회)
- 월드 바쿠하-오 태그팀웨이트 챔피언 (1회) - 타루
- ECW 월드 헤비웨이트 챔피언 (1회)
- ECW 월드 태그팀웨이트 챔피언 (2회) - 볼스 마호니 (1회), 타미 드리머 (1회)
- FMW 월드 브래스 너클 헤비웨이트 챔피언 (2회)
- FMW 월드 브래스 너클 태그팀웨이트 챔피언 (2회) - 하야부사 (1회), 쿠로다 테츠히로 (1회)
- FMW 월드 인디펜던트 헤비웨이트 챔피언 (2회)
- WEW 월드 식스-맨 태그팀웨이트 챔피언 (1회) - 겐도 앤드 자도
- WEW 월드 헤비웨이트 챔피언 (1회)
- WEW 월드 태그팀웨이트 챔피언 (1회) - 겐도
- 영 스피릿 토너먼트 (1995)
- FMW 월드 브래스 너클 태그팀웨이트 챔피언 토너먼트 (1999) - 쿠로다 테츠히로
- GWC 월드 태그팀웨이트 챔피언 (1회) - 다이스케
- GWC 월드 태그팀웨이트 챔피언 토너먼트 (2009) - 다이스케
- 월드 허슬 하드코어 히어로웨이트 챔피언 (1회)
- 월드 허슬 킹 메모리얼 식스-맨 태그 토너먼트 (2006) - 야스다 타다오 앤드 오타니 신지로
- IWGP 월드 인터콘티넨탈웨이트 챔피언 (1회)
- 월드 네이버 오픈웨이트 챔피언 (1회)
- 월드 네이버 오픈웨이트 챔피언 토너먼트 (2012)
- 베스트 태그팀 어워드 (2014) - 스기무라 타카시
- 텍닉 어워드 (2011)
- PWF 월드 유니버셜 태그팀웨이트 챔피언 (1회) - 오타니 신지로
- 월드 컨터넌트 컨프런테이션 태그팀웨이트 리그 (2008) - 케이모토 다이스케
- GHC 월드 태그팀웨이트 챔피언 (1회) - 스기무라 타카시
- 글로벌 태그 리그 (2014, 2015) - 스기무라 타카시
- 글로벌 리그 토너먼트 텍닉 어워드 (2014)
- PWI 랭크드 힘 #21 오브 더 탑 500 싱글즈 레슬링 인 더 PWI 500 인 2000
- 월드-원 헤비웨이트 챔피언 (1회)
- AWA 월드 헤비웨이트 챔피언 (1회)
- NWA 월드 인터콘티넨탈 태그팀웨이트 챔피언 (8회) - 오타니 신지로 (2회), 사카타 와타루 (1회), 제스 (1회), 스기무라 타카시 (1회), 제임스 레이딘 (1회), 스가와라 타쿠야 (1회), 히노 유우지 (1회)
- NWA 월드 유나이티드 내셔널 헤비웨이트 챔피언 (1회)
- 제로원 월드 헤비웨이트 챔피언 (4회)
- 파이어 페스티벌 (2006-2008, 2012, 2017)
- 후린카잔 (2011) - 후지타 하야토
- 후린카잔 (2014) - 스기우라 타카시
- 텐카이치 주니어 (2007)
- MVP (2007, 2008)
- 베스트 바우트 (2008) vs 나카니시 마나부 온 2008년 4월 6일
- 베스트 바우트 (2011) vs 세키모토 다이스케 온 2011년 8월 7일
- 파이팅 스프릿 어워드 (2008)
- 베스트 뉴커머 어워드 (1995)
- 베스트 태그팀 어워드 (2014) - 스기우라 타카시
- 월드 레슬-원 태그팀웨이트 챔피언 (1회) - 쿠로시오 지이로